# Cole Beasley
Pour les articles homonymes, voir Beasley.
(en) Statistiques sur pro-football-reference
Cole Dickson Beasley, né le 26 avril 1989 à Houston au Texas, est un joueur professionnel américain de football américain évoluant au poste de wide receiver pour les Bills de Buffalo en National Football League (NFL).

## Biographie

### Carrière universitaire
Il a étudié à l'Université méthodiste du Sud et a joué pour l'équipe des Mustangs de SMU de 2008 à 2011. À chacune de ses deux dernières saisons, il dépasse la barre des 1 000 yards par la réception.

### Carrière professionnelle
Il signe avec les Cowboys de Dallas après avoir été ignoré lors de la draft 2012 de la NFL. 
Après sept saisons avec les Cowboys, il signe en mars 2019 un contrat de 4 ans pour 29 millions de dollars avec les Bills de Buffalo.

## Statistiques
| Année  | Équipe            | MJ     |     | Passes réceptionnées | Passes réceptionnées | Passes réceptionnées | Passes réceptionnées |       | Courses | Courses | Courses | Courses |
| Année  | Équipe            | MJ     | Nb. | Yards                | Moy.                 | TD                   | Nb.                  | Yards | Moy.    | TD      |         |         |
| 2012   | Cowboys de Dallas | 10     | 15  | 128                  | 8,5                  | 0                    | -                    | -     | -       | -       |         |         |
| 2013   | Cowboys de Dallas | 14     | 39  | 368                  | 9,4                  | 2                    | -                    | -     | -       | -       |         |         |
| 2014   | Cowboys de Dallas | 16     | 37  | 420                  | 11,4                 | 4                    | -                    | -     | -       | -       |         |         |
| 2015   | Cowboys de Dallas | 16     | 52  | 536                  | 10,3                 | 5                    | -                    | -     | -       | -       |         |         |
| 2016   | Cowboys de Dallas | 16     | 75  | 833                  | 11,1                 | 5                    | 1                    | 7     | 7,0     | 0       |         |         |
| 2017   | Cowboys de Dallas | 15     | 36  | 314                  | 8,7                  | 4                    | -                    | -     | -       | -       |         |         |
| 2018   | Cowboys de Dallas | 16     | 65  | 672                  | 10,3                 | 3                    | -                    | -     | -       | -       |         |         |
| 2019   | Bills de Buffalo  | 15     | 67  | 778                  | 11,6                 | 6                    | -                    | -     | -       | -       |         |         |
| Totaux | Totaux            | Totaux | 368 | 4 049                | 10,5                 | 54                   | 1                    | 7     | 7,0     | 0       |         |         |